# فرناندو ليونيل كورتيس
فرناندو ليونيل كورتيس (بالإسبانية: Fernando Leonel Cortés)‏ (29 يناير 1988 بباتشوكا في المكسيك - ) هو لاعب كرة قدم مكسيكي في مركز الهجوم. لعب مع نادي باتشوكا ونادي بويبلا وMurciélagos F.C. ‏.